# Medaller dels Jocs Olímpics d'estiu de 1928
El medaller dels Jocs Olímpics de 1928 presenta totes les medalles lliurades als esportistes guanyadors de les proves disputades en aquest esdeveniment, realitzat entre el 17 de maig i el 22 d'agost de 1928 a la ciutat d'Amsterdam (Països Baixos).
Les medalles apareixen agrupades pels Comitès Olímpics Nacionals participants i s'ordenen de forma decreixent contant les medalles d'or obtingudes; en cas d'haver empat, s'ordena d'igual forma contant les medalles de plata i, en cas de mantenir-se la igualtat, es conten les medalles de bronze. Si dos equips tenen la mateixa quantitat de medalles d'or, plata i bronze, es llisten en la mateixa posició i s'ordenen alfabèticament.

## Medaller
| Jocs Olímpics d'estiu de 1928 |                |     |     |     |       |
| Posició                       | País           |     |     |     | Total |
| 1                             | Estats Units   | 22  | 18  | 16  | 56    |
| 2                             | Alemanya       | 10  | 7   | 14  | 31    |
| 3                             | Finlàndia      | 8   | 8   | 9   | 25    |
| 4                             | Suïssa         | 7   | 6   | 12  | 25    |
| 5                             | Itàlia         | 7   | 5   | 7   | 19    |
| 6                             | França         | 6   | 10  | 5   | 21    |
| 7                             | Països Baixos  | 6   | 9   | 4   | 19    |
| 8                             | Hongria        | 4   | 5   | 0   | 9     |
| 9                             | Canadà         | 4   | 4   | 7   | 15    |
| 10                            | Regne Unit     | 3   | 10  | 7   | 20    |
| 11                            | Argentina      | 3   | 3   | 1   | 7     |
| 12                            | Dinamarca      | 3   | 1   | 2   | 6     |
| 13                            | Txecoslovàquia | 2   | 5   | 2   | 9     |
| 14                            | Japó           | 2   | 2   | 1   | 5     |
| 15                            | Estònia        | 2   | 1   | 2   | 5     |
| 16                            | Egipte         | 2   | 1   | 1   | 4     |
| 17                            | Àustria        | 2   | 0   | 1   | 3     |
| 18                            | Austràlia      | 1   | 2   | 1   | 4     |
| 18                            | Noruega        | 1   | 2   | 1   | 4     |
| 19                            | Polònia        | 1   | 1   | 3   | 5     |
| 20                            | Iugoslàvia     | 1   | 1   | 3   | 5     |
| 21                            | Sud-àfrica     | 1   | 0   | 2   | 3     |
| 22                            | Espanya        | 1   | 0   | 0   | 1     |
| 22                            | Índia          | 1   | 0   | 0   | 1     |
| 22                            | Irlanda        | 1   | 0   | 0   | 1     |
| 22                            | Nova Zelanda   | 1   | 0   | 0   | 1     |
| 22                            | Uruguai        | 1   | 0   | 0   | 1     |
| 23                            | Bèlgica        | 0   | 1   | 2   | 3     |
| 24                            | Haití          | 0   | 1   | 0   | 1     |
| 24                            | Xile           | 0   | 1   | 0   | 1     |
| 25                            | Filipines      | 0   | 0   | 1   | 1     |
| 25                            | Portugal       | 0   | 0   | 1   | 1     |
| Total                         | Total          | 110 | 108 | 109 | 327   |